# Леандро Саліно
Леандро Саліно (порт. Leandro Salino, нар. 22 квітня 1985, Жуїз-ді-Фора) — бразильський футболіст, півзахисник клубу «Ботафогу».

## Ігрова кар'єра
Почав грати у футбол на батьківщині за клуби «Крузейру», «Америка Мінейру» та «Іпатінга», вигравши з останнім 2005 року Лігу Мінейро.
2006 року перебрався до Португалії, де став гравцем «Насьонала». Проте, не зігравши за основну команду жодного матчу, був відданий в оренду в клуб «Камаша» з другого португальського дивізіону, проте і там не зміг закріпитись і повернувся до «Іпатінги», з якою піднявся з Серії С до Серії А. Також перебував на контракті в «Фламенго».
На початку 2009 року повернувся до португальського «Насьонала» , де протягом півтора сезону був основним гравцем.
Своєю грою за останню команду привернув увагу представників тренерського штабу «Браги», до складу якої приєднався влітку 2010 року. Відіграв за клуб з Браги наступні три сезони своєї ігрової кар'єри, дійшовши в першому ж сезоні до фіналу Ліги Європи. А в сезоні 2012/13 виграв з клубом Кубок португальської ліги.
До складу клубу «Олімпіакос» приєднався влітку 2013 року і в першому ж сезоні, зігравши 18 матчів, став чемпіоном Греції. Протягом наступних двох сезонів повторював це досягнення, ставши таким чином триразовим чемпіоном країни, хоча постійного місця в основному складі грецького гранда так й не отримав.
2017 року повернувся на батьківщину, де спочатку став гравцем «Віторії» (Салвадор), а з 2018 приєднався до «Ботафогу».

## Титули і досягнення
- Володар Кубка португальської ліги (1):

«Брага»: 2012-13
- Чемпіон Греції (3):

«Олімпіакос»: 2013-14, 2014-15, 2015-16